# Хелмно
Хелмно (пол. Chełmno), або Кульм (нім. Culm, Kulm) — місто в північній Польщі, на річці Вісла.
Адміністративний центр Хелмінського повіту Куявсько-Поморського воєводства.

## Історія
Перша письмова згадка міста належить до 1065. Назва міста означає «місто на пагорбі» (пол. Chełm).
- 1466—1793: центральне місто Хелмінського воєводства Королівства Польського та Речі Посполитої.

З 1772 по 1920 (з перервою в 1807 - 1815 роках) і в 1940 - 1945 роках носив німецьку назву Кульм (Culm ).
З містом пов'язані поява і розвиток Кульмського права.

## Демографія
Демографічна структура станом на 31 березня 2011 року:
|          | Загалом | Допрацездатний вік | Працездатний вік | Постпрацездатний вік |
| -------- | ------- | ------------------ | ---------------- | -------------------- |
| Чоловіки | 9991    | 2008               | 7032             | 951                  |
| Жінки    | 10943   | 1877               | 6645             | 2421                 |
| Разом    | 20934   | 3885               | 13677            | 3372                 |

## Відомі люди

### Народилися
- Гайнц Вільгельм Гудеріан — німецький генерал-полковник, основоположник тактики маневреної війни і створення бронетанкових військ.
- Адольф Вах (1843—1926) — німецький правник, професор університетів у Кенігсбергу, Ростоці, Тюбінгені, Бонні і Лейпцизі.

## Релігія
- Жіночий бенедиктинський монастир